# Catasigerpes mortuifolia
Catasigerpes mortuifolia es una especie de mantis de la familia Hymenopodidae.

## Distribución geográfica
Se encuentra en Somalia y Tanzania.